# Whitehouse (Band)

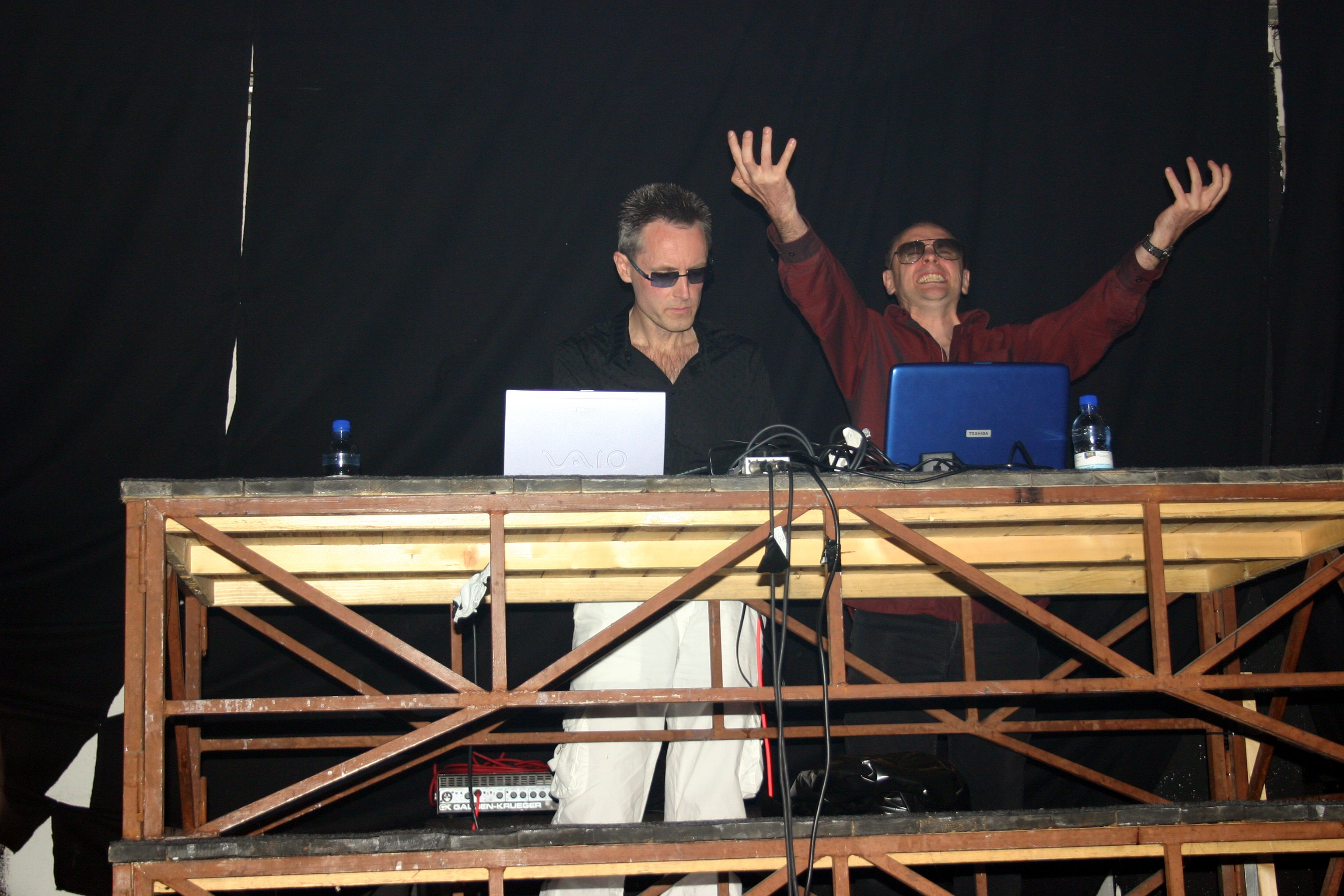
Whitehouse beim Consumer Electronics Festival 2006

Whitehouse ist eine britische Power-Electronics-Band, die 1980 von William Bennett gegründet wurde. Whitehouse sind für ihre extremen Musik-Collagen, die von vielen Nicht-Fans in der Regel als Lärm bezeichnet werden, und extreme Texte, die sich mit Massenmördern, Vergewaltigung und Ähnlichem befassen, bekannt. Come war die Vorgängerband von Whitehouse, aus der Zeit stammte auch noch das Label Come Org, auf dem zunächst die Whitehouse Kassetten vertrieben wurden.

## Geschichte
Das Album Erector von 1981 gilt als erstes Power-Electronics-Album.
Whitehouse und das dazugehörige Label Come Org, wurden 1984 aufgelöst, nachdem neun Alben veröffentlicht wurden und auch Zusammenarbeiten mit Nurse with Wound und anderen Bands stattgefunden hatten. 1990 erfolgte die Reunion bei gleichzeitiger Gründung des Labels Susan Lawly.
William Bennett wählte den Namen Whitehouse nach einem pornographischen Magazin und Mary Whitehouse, die gegen Pornographie kämpfte.
Neben William Bennett ist derzeit Philip Best, der mit 14 von zu Hause weggelaufen war, um sich ein Whitehouse-Konzert anzuhören, Mitglied der Gruppe.
Andere Mitglieder waren Kevin Tomkins, der mit Paul Taylor zusammen in der Band Sutcliffe Jügend spielte und der Autor Peter Sotos, der der erste Mensch war, der in den USA wegen des Besitzes von Kinderpornographie verurteilt wurde. Auch der bekannte Produzent Steve Albini beteiligte sich an Whitehouse.
Die Alben wurden zum Teil von dem Künstler Trevor Brown gestaltet.

## Diskografie

### Alben
- 1980: Birthdeath Experience (Wiederveröffentlichung 1993)
- 1980: Total Sex (Wiederveröffentlichung 1983)
- 1981: Erector (Wiederveröffentlichung 1995)
- 1981: Dedicated to Peter Kürten (Wiederveröffentlichung 1996)
- 1981: Buchenwald (Wiederveröffentlichung 1996)
- 1982: New Britain (Wiederveröffentlichung 1996)
- 1982: Psychopathia Sexualis
- 1983: Right to Kill
- 1985: Great White Death (Wiederveröffentlichung 1991, 1997)
- 1989: Cream of the Second Coming
- 1990: Thank Your Lucky Stars (Wiederveröffentlichung 1997)
- 1992: Twice Is Not Enough (Wiederveröffentlichung 1999)
- 1992: Never Forget Death
- 1994: Halogen
- 1995: Quality Time
- 1998: Mummy and Daddy
- 2001: Cruise
- 2003: Bird Seed
- 2006: Asceticists 2006
- 2007: Racket